# Broddarps socken
Broddarps socken i Västergötland ingick i Gäsene härad, ingår sedan 1974 i Herrljunga kommun och motsvarar från 2016 Broddarps distrikt.
Socknens areal är 15,75 kvadratkilometer varav 15,73 land. År 2000 fanns här 114 invånare. Sockenkyrkan Broddarps kyrka ligger i socknen.

## Administrativ historik
Socknen har medeltida ursprung.
Vid kommunreformen 1862 övergick socknens ansvar för de kyrkliga frågorna till Broddarps församling och för de borgerliga frågorna bildades Broddarps landskommun. Landskommunen uppgick 1952 i Gäsene landskommun som 1974 uppgick i Herrljunga kommun. Församlingen uppgick 2010 i Östra Gäsene församling.
1 januari 2016 inrättades distriktet Broddarp, med samma omfattning som församlingen hade 1999/2000.  
Socknen har tillhört län, fögderier, tingslag och domsagor enligt vad som beskrivs i artikeln Gäsene härad. De indelta soldaterna tillhörde Älvsborgs regemente, Gäseneds kompani.

## Geografi
Broddarps socken ligger norr om Ulricehamn kring Lidan. Socknen är en odlad slättbygd i norr och har mossrik skogsbygd i söder. Fram till 1800-talets mitt var dagens skogsområden ljunghedar med enbuskar.

## Byar och hemman
Broddarps socken består historiskt av följande byar och enstaka hemman. När en by har flera hemman anges också hemmansnumren.
- Amundared, enstaka hemman.
- Attorp, by med tre hemman (1 Laggaregården, 2 Landbogården och 3 Västergården).
- Björkåsen och Barkås, två dagsverkstorp under Hallanda, överflyttade 1886 från Jäla socken.
- Björred, ett hemman (1), en tomt (2) och en äng (3). Obekant var tomten och ängen låg.
- Broddarp, socknens kyrkby med sex hemman (1 Skattegården, 2 Hulegården, 3 Jonsgården, 4 en tullkvarn, 5 Stommen och 6 Isaksgården).
- Bruse, enstaka hemman (har ibland kallats Store Bruse till skillnad från Lilla Bruse i Alboga socken).
- Elvstorp, enstaka hemman.
- Granabol, enstaka hemman.
- Hallanda (också Härlanda), nämns redan 1344, säteri och socknens största gård (ursprungligen 2 mantal). ”Här är välbyggd karaktersbyggnad, ladugård och trädgård; ett qvarnfall och en fiskdamm höra äfven till gården; den uppskattas till 13,000 rdr rmt och eges af kronofogden E.M. Jansson. År 1816 var v. häradshöfding Monthan egare häraf”, enligt Historiskt-geografiskt och statistiskt lexikon öfver Sverige från 1862.[8] Under Hallanda har legat flera frälsegårdar, både inom och utom socknen.
- Klackholmen, enstaka hemman.
- Starekulla, enstaka hemman.

## Fornlämningar
Från bronsåldern finns skålgropsförekomster. Från järnåldern finns ett tiotal gravar.

## Befolkningsutveckling
Befolkningen ökade från 220 1810 till 398 1880 varefter den minskade stadigt till 133 1990.

## Namnet
Namnet skrevs 1447 Bruddthtorpp och kommer från kyrkbyn. Namnets första del är genitivform av mansnamnet Brodde och slutledet torp betyder 'nybygge'. År 1540 förekommer namnformen Bråddatorp och allmänt före 1910 Bråddarps socken.